# 張濟輝
張濟輝（?—?），四川綦江人，清朝政治人物。贡生出身。
光绪6年（1880年），擔任清朝遵义府婺川縣知縣。后由吳鴻晏接任。